# Хон Док Ён
Хон Док Ён (хангыль: 홍덕영; 5 мая 1921, Хамхын, Японская империя — 13 сентября 2005, Сеул, Республика Корея) — южнокорейский футболист, вратарь, участник Олимпийских игр 1948 года, чемпионата мира 1954 года и Летних Азиатских игр 1954 года.

## Биография
Хон Док Ён начинал карьеру футболиста на позиции защитника, позже стал вратарём. Хон страдал близорукостью и носил очки, при этом он регулярно пропускал голы, поскольку слабый уровень игры сборной Южной Кореи в целом не позволял ей добиваться высоких результатов на международных турнирах.
В 1947 году сборная Южной Кореи совершила путешествие в Шанхай, где провела 5 тренировочных матчей с местной футбольной командой. Место в воротах занимал Хон.
Его дебют в национальной команде состоялся 2 августа 1948 года на Олимпийских играх в Лондоне. Этот матч, соперником корейцев в котором были мексиканцы, стал первым матчем международного уровня для сборной Южной Кореи. Его команда выиграла, но затем крупно уступила шведам - 0:12.
Спустя 6 лет, на чемпионате мира 1954, где Хон не только был основным голкипером сборной, но и выводил команду на поле в качестве капитана, южнокорейские футболисты проиграли оба матча в своей группе, венгерской и турецкой сборной, с общим счётом 0:16. Однако участие в Азиатских играх в том же году принесло корейцам положительный результат — они стали вторыми после Китайской республики.
| Матчи Хона Док Ёна за сборную Южной Кореи | Матчи Хона Док Ёна за сборную Южной Кореи | Матчи Хона Док Ёна за сборную Южной Кореи | Матчи Хона Док Ёна за сборную Южной Кореи | Матчи Хона Док Ёна за сборную Южной Кореи | Матчи Хона Док Ёна за сборную Южной Кореи | Матчи Хона Док Ёна за сборную Южной Кореи |
| ----------------------------------------- | ----------------------------------------- | ----------------------------------------- | ----------------------------------------- | ----------------------------------------- | ----------------------------------------- | ----------------------------------------- |
| №                                         | Дата                                      | Место проведения                          | Соперник                                  | Счёт                                      | Голы                                      | Турнир                                    |
| 1                                         | 2 августа 1948                            | Лондон, Англия                            | Мексика                                   | 5:3                                       | 3                                         | Олимпийские игры 1948                     |
| 2                                         | 5 августа 1948                            | Лондон, Англия                            | Швеция                                    | 0:12                                      | 12                                        | Олимпийские игры 1948                     |
| 3                                         | 1 января 1949                             | Гонконг                                   | Гонконг                                   | 5:2                                       | 2                                         | Товарищеский матч                         |
| 4                                         | 2 января 1949                             | Гонконг                                   | Китайская Республика                      | 2:3                                       | 3                                         | Товарищеский матч                         |
| 5                                         | 9 января 1949                             | Гонконг                                   | Гонконг                                   | 4:2                                       | 2                                         | Товарищеский матч                         |
| 6                                         | 16 января 1949                            | Сайгон, Вьетнам                           | Вьетнам                                   | 3:3                                       | 3                                         | Товарищеский матч                         |
| 7                                         | 25 января 1949                            | Макао                                     | Макао                                     | 5:1                                       | 1                                         | Товарищеский матч                         |
| 8                                         | 7 марта 1954                              | Токио, Япония                             | Япония                                    | 5:1                                       | 1                                         | Отбор к ЧМ-1954                           |
| 9                                         | 14 марта 1954                             | Токио, Япония                             | Япония                                    | 2:2                                       | 2                                         | Отбор к ЧМ-1954                           |
| 10                                        | 2 мая 1954                                | Манила, Филиппины                         | Гонконг                                   | 3:3                                       | 3                                         | Летние Азиатские игры 1954                |
| 11                                        | 4 мая 1954                                | Манила, Филиппины                         | Афганистан                                | 8:2                                       | 2                                         | Летние Азиатские игры 1954                |
| 12                                        | 6 мая 1954                                | Манила, Филиппины                         | Бирма                                     | 2:2                                       | 2                                         | Летние Азиатские игры 1954                |
| 13                                        | 8 мая 1954                                | Манила, Филиппины                         | Китайская Республика                      | 2:5                                       | 5                                         | Летние Азиатские игры 1954                |
| 14                                        | 17 июня 1954                              | Цюрих, Швейцария                          | Венгрия                                   | 0:9                                       | 9                                         | Чемпионат мира 1954                       |
| 15                                        | 20 июня 1954                              | Женева, Швейцария                         | Турция                                    | 0:7                                       | 7                                         | Чемпионат мира 1954                       |

Итого: 15 матчей / 57 пропущенных голов; 6 побед, 4 ничьих, 5 поражений.
Впоследствии Хон был футбольным судьёй (1957—1967) и тренером. Он тренировал команду Корейского Университета, в которой когда-то начинал играть в футбол. В 1971 году он был тренером сборной Южной Кореи.

Хон был вице-президентом Корейской Футбольной Ассоциации (в 1985—1986 гг.), а также входил в организационный комитет чемпионата мира 2002 года.